# Yorkshire Sculpture Park

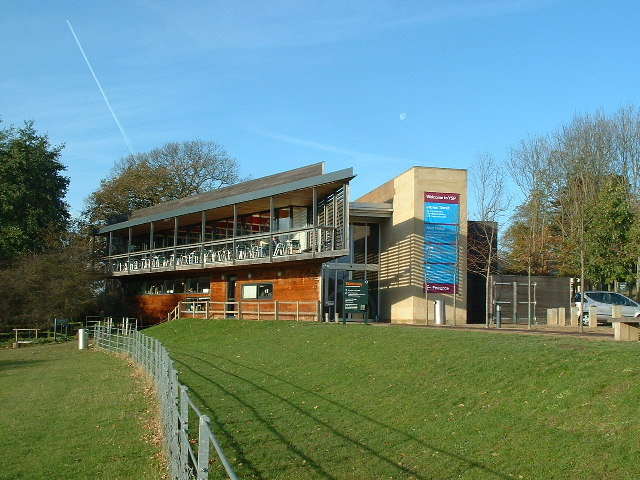
Bothy Hall på Yorkshire Sculpture Park

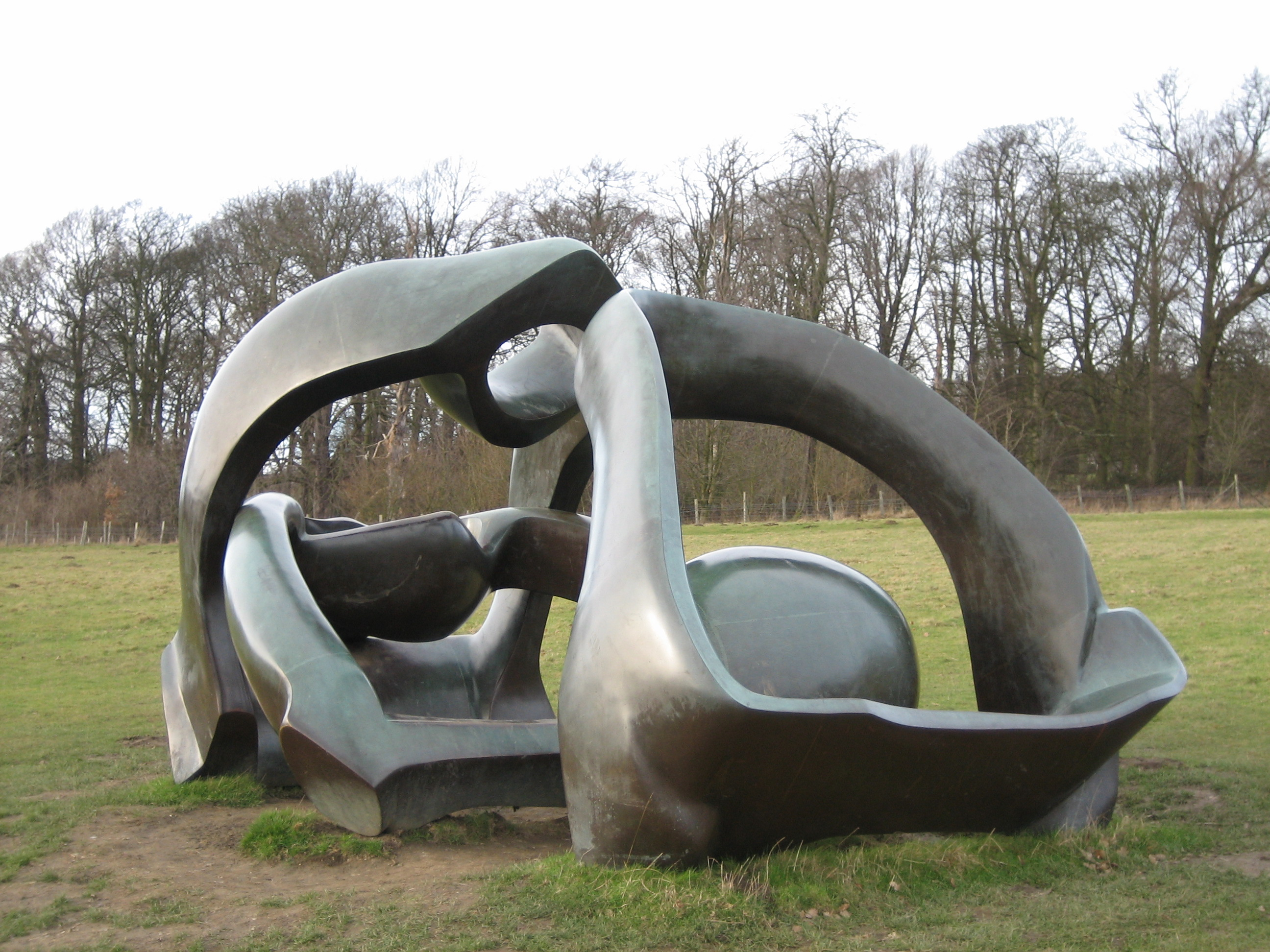
Henry Moores Hilly Arches, bronze

Yorkshire Sculpture Park är en av Arts Council England ägd skulpturpark nära West Bretton, söder om Wakefield i West Yorkshire i Storbritannien.
Skulpturparken, som grundades 1977 av Peter Murray på 1700-talsegendomen Bretton Hall, som var privatbostad till mitten av 1900-talet. Den var den första permanenta skulpturparken i Storbritannien. Den har permanenta och tillfälliga utställningar utomhus, med ett 40-tal skulpturer på ett cirka 200 ha stort område. Det finns också inomhus utställningslokaler, bland annat Longside Gallery, en tidigare ridbana, byggnaderna Bothy Hall och Pavilion Garden samt det underjordiska galleriet Bothys trädgård. I skulpturparken finns modern och samtida skulptur, bland annat verk av Henry Moore, Sol LeWitt, Barbara Hepworth, William Turnbull, Eduardo Paolozzi, Barry Flanagan, Anthony Caros, Michael Ayrton och Eduardo Chillida.

## Fotogalleri

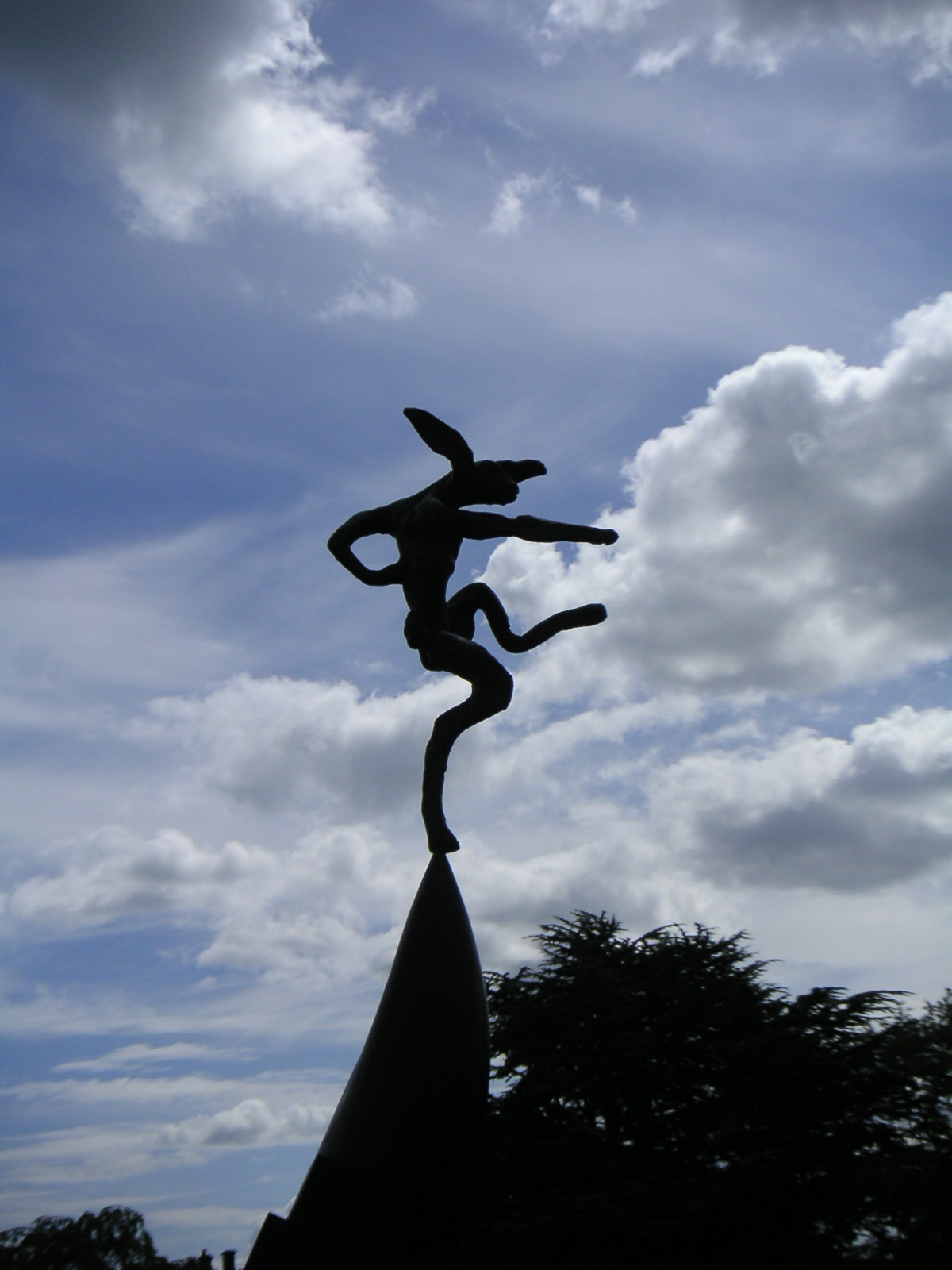
Large Nijinsky Hare on Anvil Point av Barry Flanagan
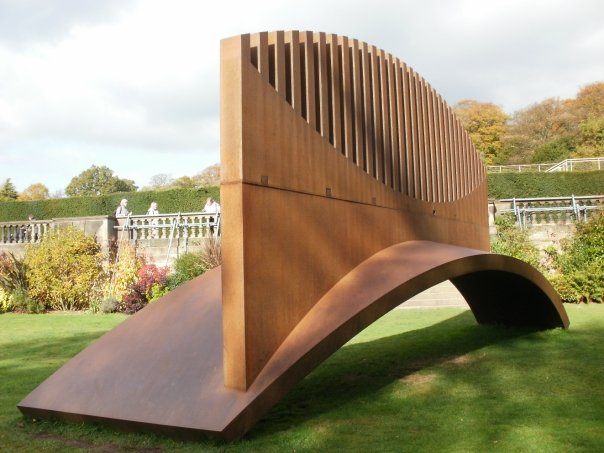
Skulptur av Nigel Hall
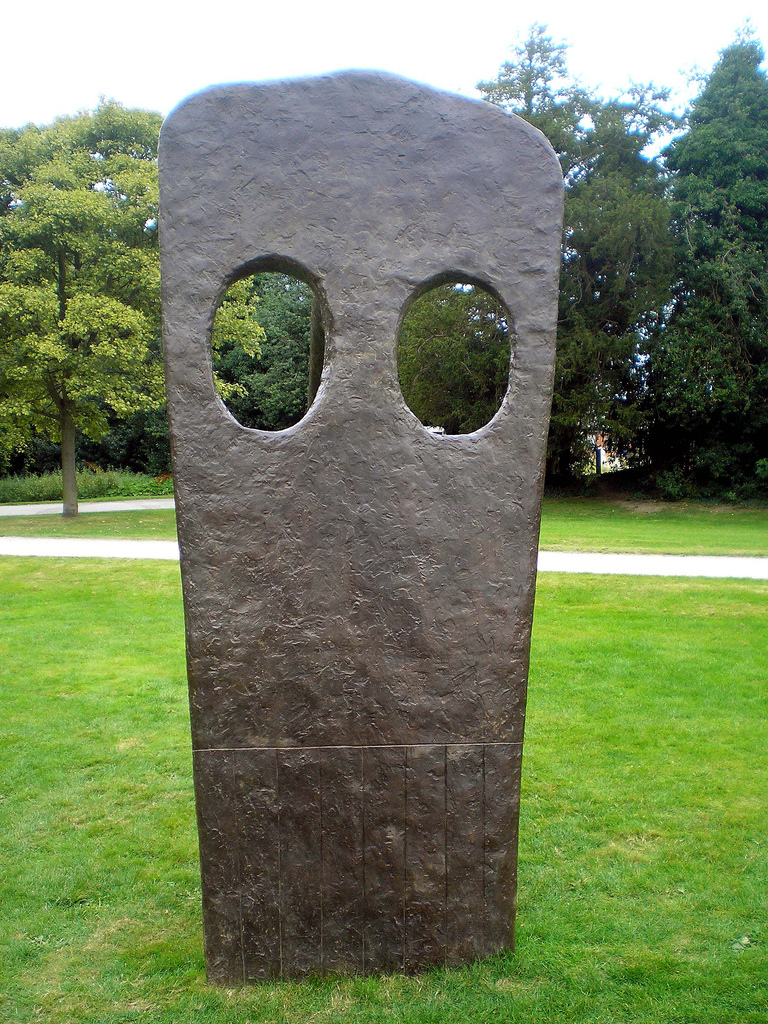
William Turnbulls Large Horse
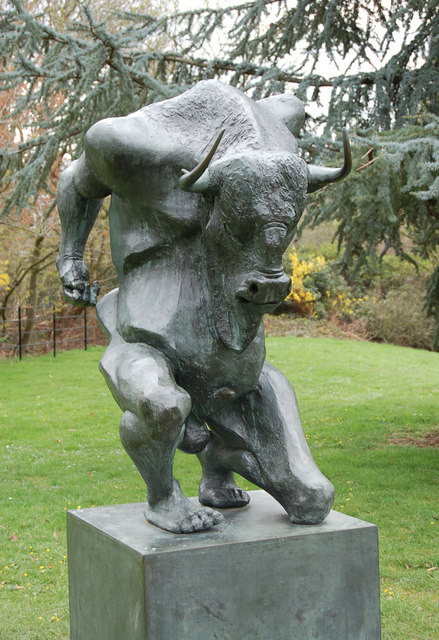
Malcolm Morris Michel Ayrton Geograph
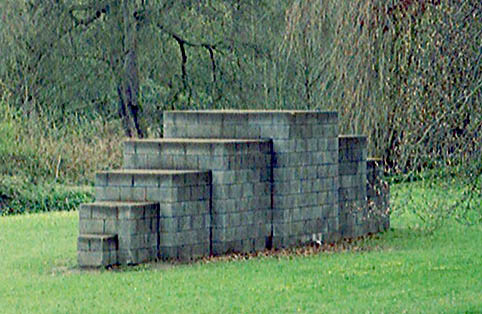
Sol LeWitts Cinder blocks
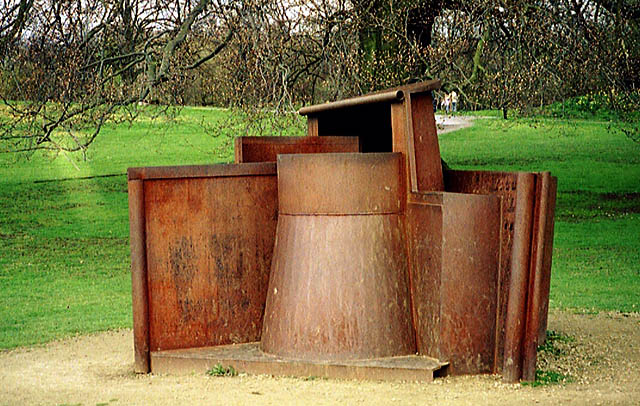
Anthony Caros Dream City, steel, 1996
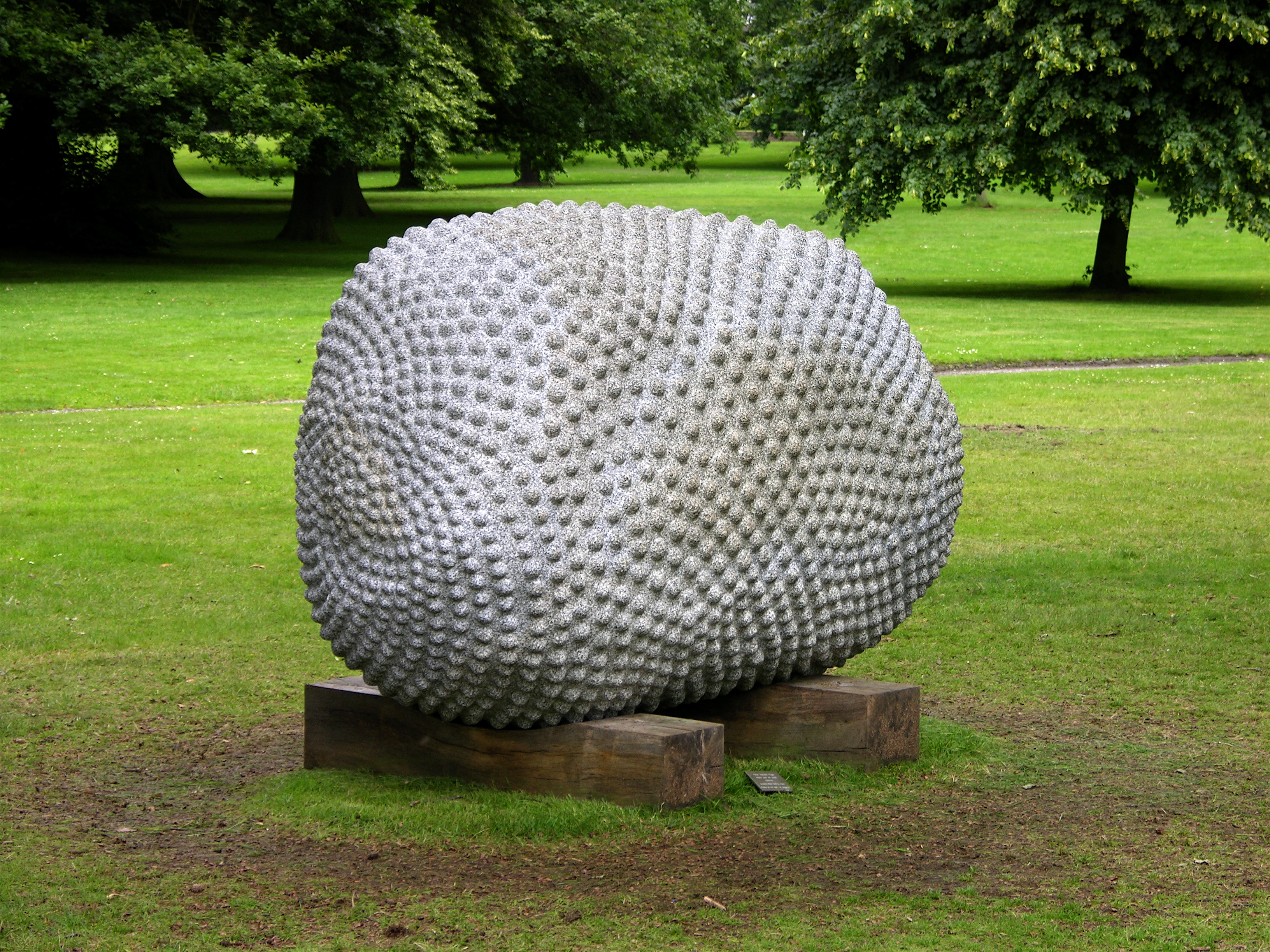
Skulptur av Peter Randall
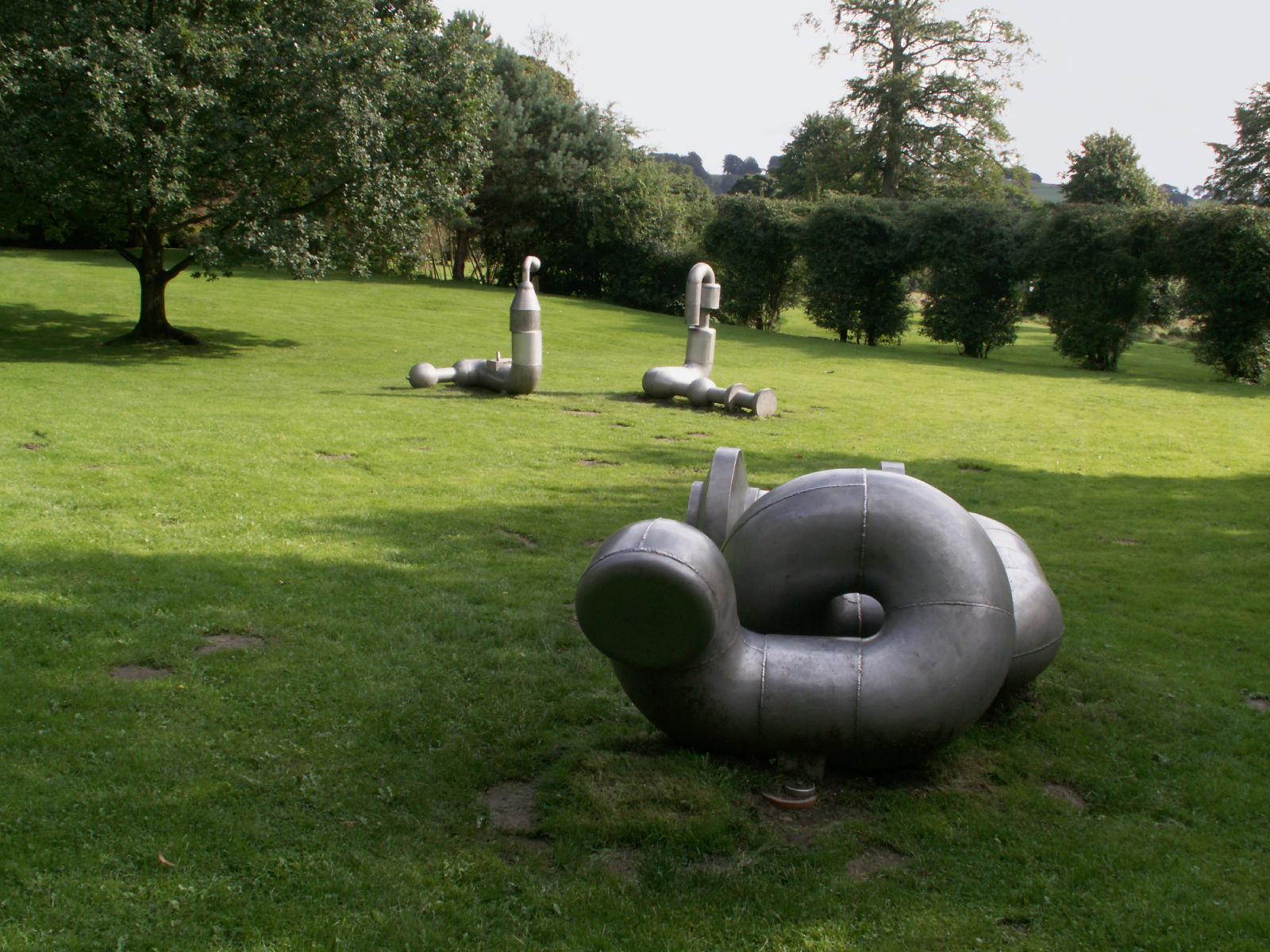
Skulptur av Eduardo Paolozzi
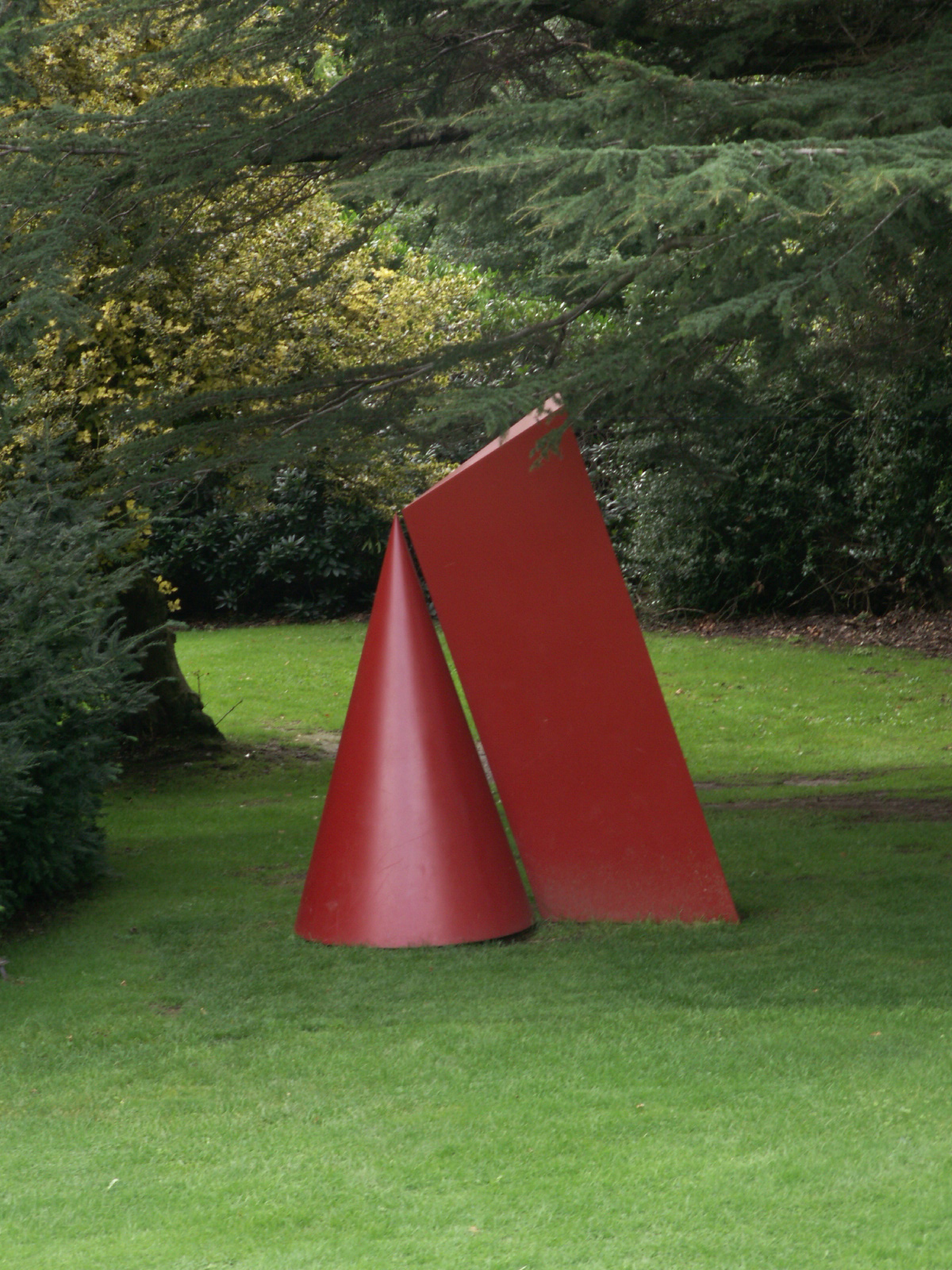
Nigel Halls Kiss
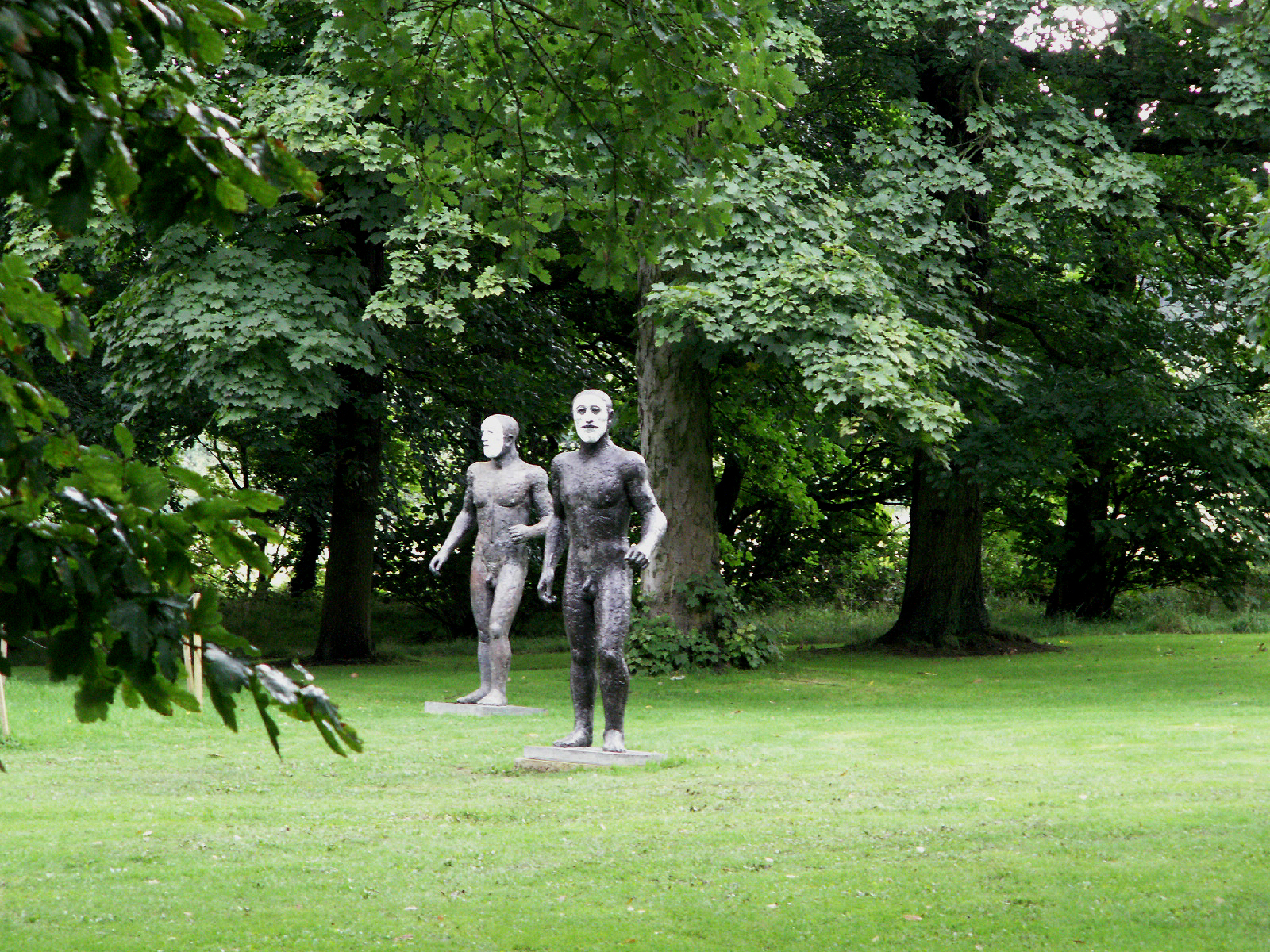
Elisabeth Frinks Riace Figures, 1986-89
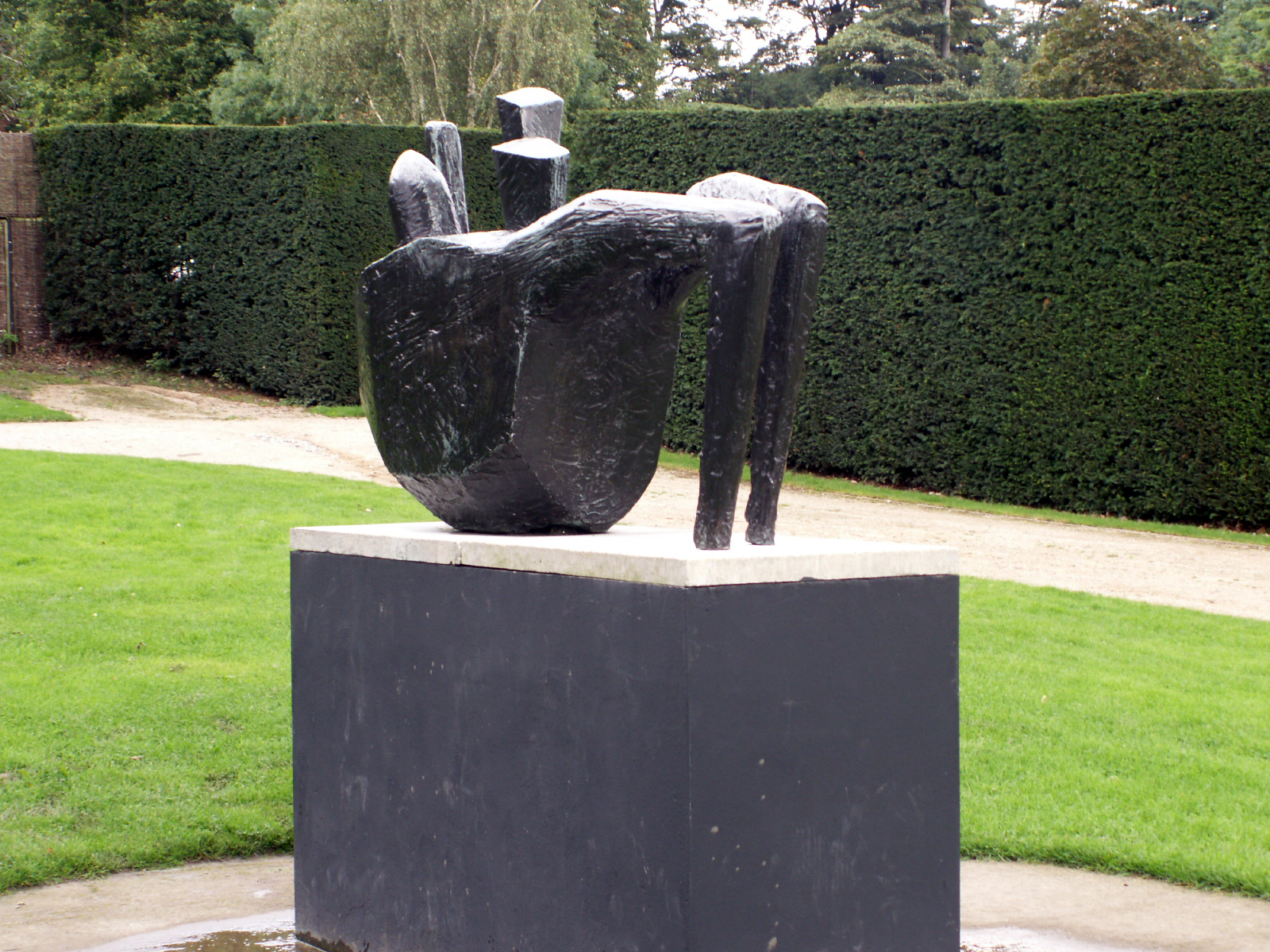
Kenneth Armitages Figure on its Back, 1960
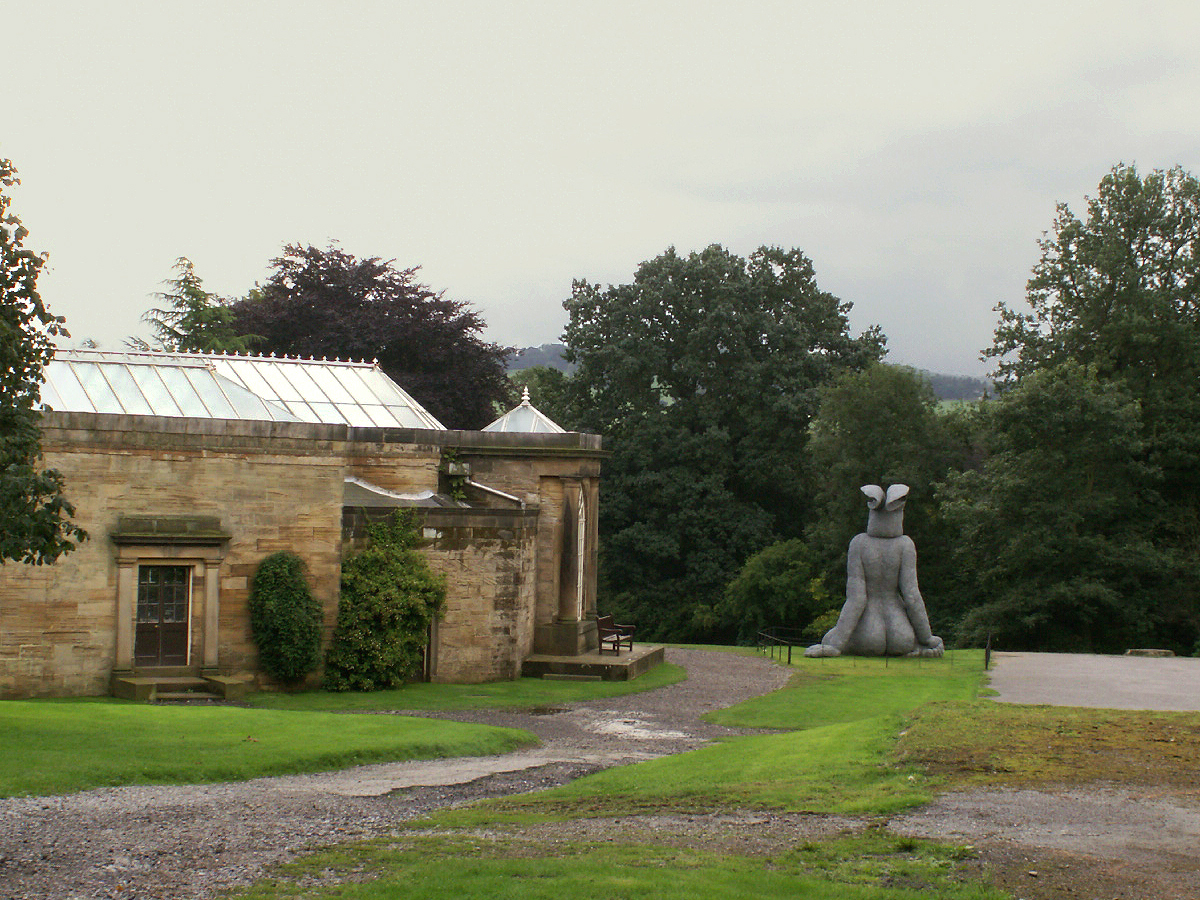
Sophie Ryders Sitting Lady-Hare (i två delar), 2007
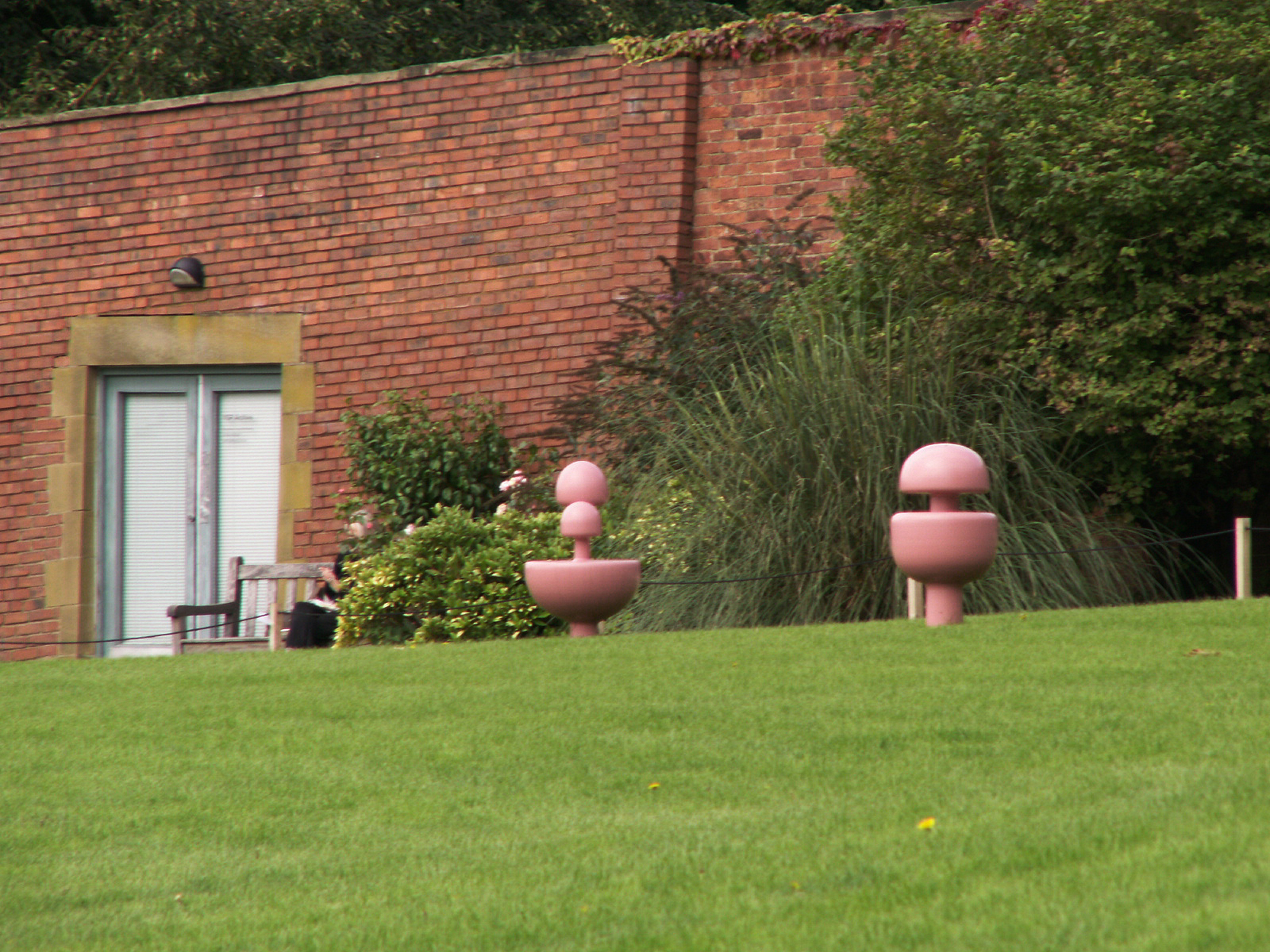
Skulptur av Sarah Statton
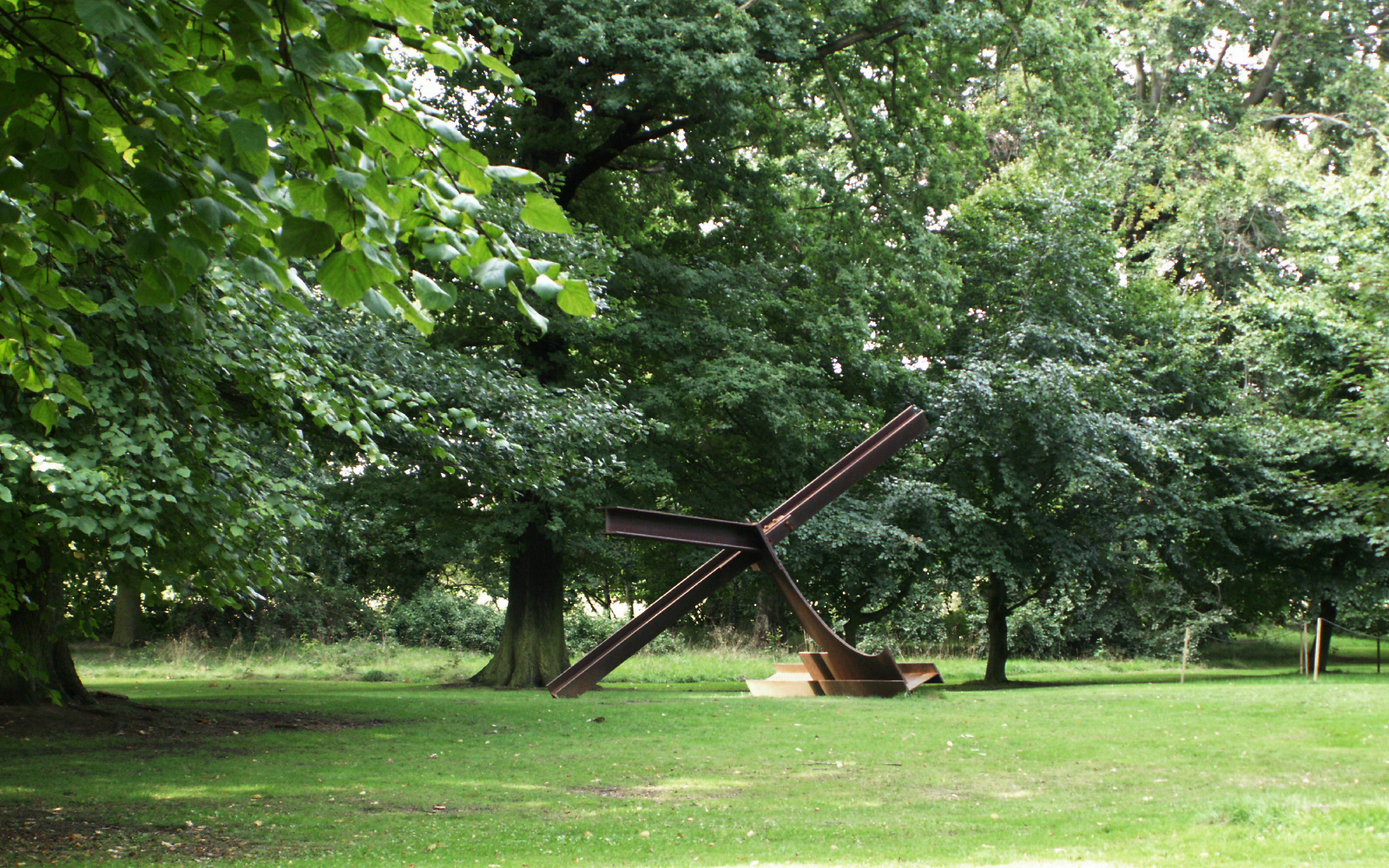
Mark di Suveros Nelly, 1986
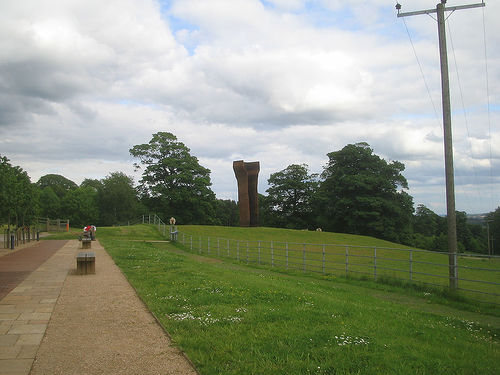
Eduardo Chillidas Buscando la luz IV (Att leta efter ljuset)
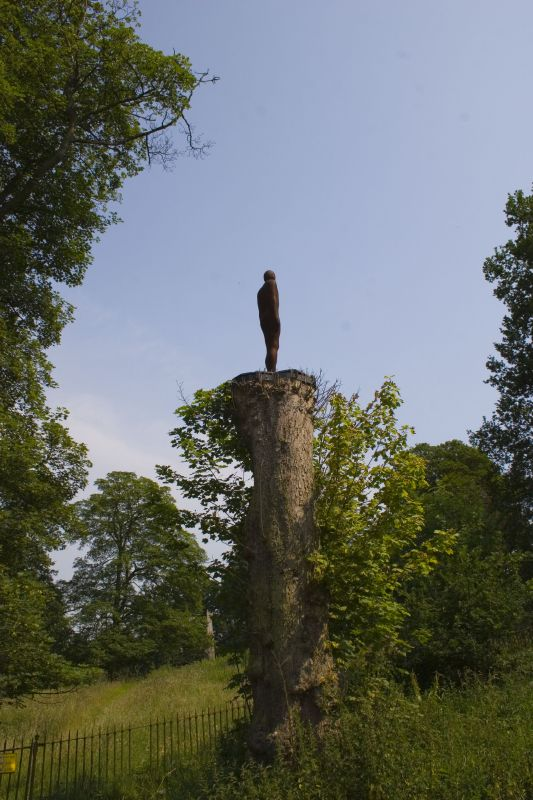
Skulptur av Antony Gormley
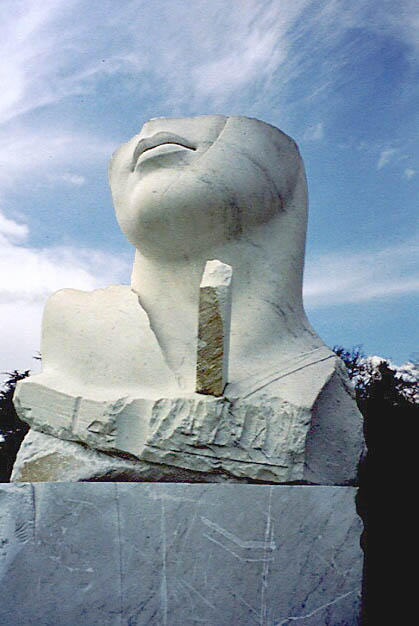
Igor Mitorajs Héros de lumière, carraramarmor. 1986